# Huichi Chiu
Huichi Chiu (邱惠祺, * 17. März 1978 in Kaohsiung, Taiwan) ist eine taiwanische Schauspielerin. Sie ist eine Großnichte von Bruce Lee. Sie lebt seit Anfang der 2000er Jahre in Spanien, wo sie den Großteil ihrer Karriere verbrachte.

## Karriere
Huichi Chiu schloss ihr Studium der bildenden Künste im Jahr 2000 an der Pädagogischen Universität Kaohsiung ab. Nachdem sie zwei Jahre als Dozentin der bildenden Künste in Taiwan tätig gewesen war, zog sie nach Spanien, um dort Flamenco zu studieren. Sie studierte von 2003 bis 2005 in Madrid Schauspiel an einer Theaterschule, wo sie sich insbesondere auf die Theorien von Jacques Lecoq spezialisierte. Derzeit beschäftigt sie sich mit zeitgenössischem Tanz sowie der Kampfkunst.
Huichi Chiu hatte ihren ersten Auftritt 2005 im Film Proverbio chino, einem Kurzfilm von Javier San Román, für den sie bei den Goya Awards 2008 nominiert wurde. Es folgten verschiedene spanische Spielfilm-Produktionen mit Chiu. Zudem hatte sie diverse Theaterauftritte. Neben Daniel Brühl übernahm sie 2011 in Casino Barcelona – Die Glückssträhne eine Rolle. 2013 war sie in der Folge Tatort: Die chinesische Prinzessin in der Titelrolle zu sehen.

## Filmografie (Auswahl)

### Kino
- 2005: Proverbio chino
- 2006: Una sonrisa al viento
- 2007: Ramírez
- 2007: Miss democracia
- 2008: Vent maleit
- 2009: Un ou de closca verda
- 2010: Leaving Cuenca
- 2010: Nobody’s rose
- 2010: A mi lado
- 2011: La boda
- 2011: Casino Barcelona – Die Glückssträhne (The Pelayos)
- 2011: Huídas
- 2011: El sueño de Iván
- 2011: Playlist – mi lista de favoritos
- 2011: Donkey Sofi
- 2013: Un lenguaje privado

### Fernsehen
- 2008: Impar.es
- 2008: La familia Mata
- 2008: Lex
- 2008–2009: Mi gemela es hija única
- 2009: Águila roja
- 2009: ¿Hay alguien ahí?
- 2010: Los hombres de Paco
- 2011: La vida loca
- 2013: Tatort: Die chinesische Prinzessin

### Theater
- 2007: La pesadilla de Kepler
- 2008: Madrid Laberinto XXI
- 2009: Hamlett
- 2011: Transit
- 2011: Rey Lear
- 2013: El Banquete

## Auszeichnungen
Huichi Chiu wurde 2008 bei den Goya Awards für den Kurzfilm Proverbio chino von Javier San Román nominiert.